# CFF Am 843
Source : fiche du constructeur
Les Am 843 sont des locomotives diesel utilisées par les CFF. Elles sont construites par Vossloh aussi vendues sous la désignation G 1700 BB.

## Utilisation chez CFF Cargo
Les Am 843 sont utilisées pour la production régionale. Elles font des trains de marchandises locaux sur de courtes distances et assurent ensuite la manœuvre de leurs trains à l'intérieur des gares afin de faire les mises en place et retraits chez les différents clients et voies de raccordement.

## Spécificités techniques
Les Am 843 sont dotées d'une boite de vitesses pour un régime de ligne à vitesse maximale de 100 km/h et un régime de manœuvre à vitesse maximale de 40 km/h.
Avec le régime manœuvre, un effort de traction de 250 kN est disponible jusqu'à 15 km/h contre seulement 5 km/h en régime de ligne. À partir de 25 km/h, l'effort de traction est de 150 kN pour les deux régimes et diminue de façon égale jusqu'à 100 kN à 40 km/h et 40 kN à 100 km/h.
Elles sont aussi équipées de la radiocommande permettant de télécommander la machine depuis l'extérieur pour des mouvements de manœuvre. Il est possible de régler depuis la cabine de conduite une vitesse maximale de la télécommande à 15 km/h, 25 km/h et 40 km/h.
Elles sont équipées pour fonctionner en unité multiple (UM) entre elles jusqu'à trois machines.
Toutes celles de chez CFF Cargo sont équipées des appareils de sécurité : Integra-Signum, ZUB, SIFA ainsi que de l'ETM.
En 2020, CFF Cargo effectue des tests de faisabilité chez Vossloh Locomotives à Kiel (DE), pour modifier les Am 843 en ajoutant un pantographe et des batteries. L'économie de carburant Diesel résultante serait importante. Le parc pourrait être transformé dès 2022.
En août 2023, la Société suédoise Nordic Re-Finance et CFF Cargo ont signé un accord de cession-bail pour 44 locomotives Am 843. Ces locomotives diesel resteront en Suisse durant une période d'au moins cinq, puis elles seront transférées principalement en Suède. Ces locomotives qui ont fait l'objet de mises à jour sont appelées à remplacer T43 et T44.

## Moteur Diesel
| Fabricant                     | Caterpillar                                                           |
| Modèle                        | 3512B TA - SC                                                         |
| Refroidissement               | A eau avec antigel                                                    |
| Mode de fonctionnement        | A 4 temps, à injection directe                                        |
| Combustion                    | A pompe d'injection directe avec injecteur, commandées électriquement |
| Type de construction          | Moteur en V à 60°                                                     |
| Nombre de cylindres           | 12                                                                    |
| Rapport de compression        | 13,5 : 1                                                              |
| Diamètre / course des pistons | 170 mm / 215 mm                                                       |
| Volume par cylindre           | 4,31 litres                                                           |
| Régime de ralenti             | 700 tr/min                                                            |
| Régime maximal                | 1800 tr/min                                                           |
| Puissance continue            | 1 500 kW                                                              |
| Démarrage                     | Démarreur électrique                                                  |
| Régulation du moteur          | Assistée électroniquement                                             |
| Masse                         | Environ 7 700 kg                                                      |

## Sources
- Manuel de l'utilisateur de l'Am 843